# Діана Кіхано
Діана Кіхано (ісп. Diana Quijano; нар. 12 квітня 1962, Ліма) — перуанська акторка театру, кіно та телебачення.

## Біографія
Діана Кіхано (Diana Quijano Valdivieso) народилася 12 квітня 1962 року в найбільшому місті Республіки Перу Лімі. З дитинства хотіла бути акторкою, але її мама довгий час не ставилася до цього бажання серйозно. Свою кар'єру у світі моди Діана Кіхано початку в 16 років після участі в конкурсі краси. На телебачення потрапила в 20 років, спочатку як асистент продюсера в серіалі Пенсія (La Pension), зніматися не могла, так як ще не закінчився термін модельного контракту. Паралельно була запрошена в серіал Matrimonios Y Algo Mas, де вперше і з'явилася на екрані в невеликій ролі. Наступні кілька років Діана грає різні ролі на Перуанському телебачення, пробує себе в театральній постановці Nina de ningunos ojos, проходить кілька акторських курсів. У Лімі Хосе Енріке Мавіла (José Enrique Mavila) запрошує Діану в свою новаторську танцювальну театральну трупу Grupo Acero Inoxidable. Вона бере участь у виставах Sexus і Bolívar. З цими спектаклями трупа бере участь у театральному фестивалі Festival Iberoamericano de Teatro en Cádiz. Після чого гастролюють по півдню Іспанії, і в Діани виникає непереборне бажання залишитися в Європі, але через контракт на участь в серіалі Людина, яка повинна померти (El Hombre que debe Morir) змушена повернутися на батьківщину. Паралельно зі зйомками в серіалі Діана Кіхано бере участь в зйомках 3-х повнометражних фільмах Амазонка у вогні (Fire in the Amazon), Ультра-воїн (Ultra Warrior (Welcome to Oblivion), Злочинна зона (Crime Zone), а по вихідних в театрі втілює ролі Кармен, Мадам Баттерфляй, Карлоса Гарделя і Марілін Монро.
По закінченню зйомок серіалу Діана їде на з'їзд акторів в Еквадор, організований французької організацією Guayaquil. Після чого в Лімі з кількома однодумцями організовує акторську трупу Один (Uno) і створюють постановку Crónicas Imakinarias, в якій змішують гумор з класичним театром і спірними інноваційними рішеннями. А потім з'являється спектакль Catherine et L'armoire, суміш міміки і жестів, без використання мови.
У 1991 Діана Кіхано втілює роль лиходійки в серіалі Погане порідіння, головні ролі в якому виконали Даніель Луго і Рубі Родрігез. Знову працює в театрі у виставі Pataclaun en la Ciudad, і отримує запрошення від Алонсо Алегрі (Alonso Alegría) в постановку Libreto para una función Clandestina, зібрану з 11 монологів на політичні і соціально значущі теми. Вистава йде з несподіваним успіхом, надходять прохання збільшити кількість виступів, але Діана відмовляється і приймає рішення переїхати в Маямі.
В Америці Діана Кіхано змушена починати кар'єру з нуля, якийсь час вона навіть працювала як одна з балерин в кабаре при готелі, для залучення постояльців. Але вже через 3 місяці вона знімається в телевізійній різдвяній рекламі мережі супермаркетів, яка потім використовувалася компанією протягом 5 років. Взяла участь у комедійній програмі Рятуйтеся хто може (Salvese quien pueda), з'явилася в епізодичній ролі в серіалі Гваделупі (Guadalupe) і отримала невелику роль на 40 епізодів у серіалі Морелія (Morelia), обидві теленовели знімалися на замовлення Телемундо. Потім було запрошення в серіал Під звуки любові, який знімався в Пуерто-Рико, де Діана зіграла роль Мадам, власниці бару і сеньйорити легкої поведінки.
Повернувшись в Маямі працювала з трупою The Bridge Theater, була членом трупи Metaphor Theater і театру танцю Knee Baby. В кінці 1997 знову працювала в Пуерто-Рико, знялася в декількох рекламах і фільмі Los Diaz de Doris для Пуерто-риканського Телемундо. Потім знову поїхала до Ліми, для того щоб вступити в шлюб, народила дочку Самікаі (Samikai). Але через роботу все ж повернулася в Маямі, разом з донькою. А її шлюб розпався через те, що чоловік був дуже владним і намагався «підрізати їй крила». І з тих пір Діана стверджує, що любов любов'ю, але заміж не хоче.
У 2000-му році вже в Маямі Діана була відібрана для виконання ролі божевільної Лусії в теленовелі Реванш. У 2001 з грала Ізольду, яка викрала доньку головних героїв в телесеріалі Секрет Любові. У тому ж році грає роль Сари, вульгарною жінки, екс-балерини, яка сходиться з головним героєм заради заповіту, у виставі Дядя Маурісіо (El Tío Mauricio). І отримує запрошення для участі в серіалі Дика Кішка, де виконує негативну роль Соні. У 2004 році Діана виконала роль Лусії (Лулу) Арсіньегас, самого спірного персонажа серіалу Полонянка, який приніс їй не малу популярність.
У 2005 році вперше Діана працює над фільмом в Америці у англійського режисера Еррола Фалкон. Паралельно з  цими зйомками вона бере участь в дубляжі іспанської версії документального фільму Держава Страху (State of Fear), що отримав премію Оскар і дві премії Еммі й показаного по National Geographic в 145 країнах світу тільки на іспанською мовою.
У 2005-2007 Діана брала участь в різних епізодах серіалу Рішення. В останні роки знімається в серіалах Telemundo-RTI в Колумбії. Спочатку в теленовели Без Сорому (Sin vergüenza) і між 2007 і 2008 чудово виконала роль Камілли Матіс в телесеріалі Вікторія (Victoria), подруги головної героїні. На початку фільму, Каміллі виповнюється 47 років, що вона розглядає як смертний вирок. Камілла - жінка, вік якої важко визначити. У неї немає дітей, тому що вона хотіла відчувати себе вільною, а коли захотіла, не змогла завагітніти, через що закінчився її шлюб. Після чого Камілла вступає у відносини з чоловіками що набагато молодшими себе, має  навіть любовну пригоду з Сантьяго, сином подруги, але за фільмом їй випадає не мало випробувань, і в кінці вона знаходить любов до зрілої людини, розгледіти яку їй вдається лише за кілька років . Діана Кіхано сама зізнавалася, що вдячна за цю роль, яку вона завжди шукала. Люди перестали пов'язувати її з негативними ролями, які вона часто грала, а вона змогла відійти від постійного амплуа. Діана розповідала, що як і Каміла воліє чоловіків молодше себе, через те, що вони ще не наповнені образами і ненавистю до жіночої статі, не говорять про своїх колишніх і ставляться до неї як до королеви. Але на відміну від своєї героїні їй не потрібен молодик для сексу, хоча це теж важливо, вона любить розмовляти зі своїми чоловіками. Її обранець повинен володіти дивовижним почуттям гумору і розумом. "Тому я самотня. Немає розумних чоловіків ", жартує Діана.
І зараз у Діани не менш цікава роль, Регіни Гальяно також в Колумбійській теленовелі Bella Calamidades. Хоча її персонаж у фільмі вважається негативним, Регіна зовсім не класична Мерзотниця, вона не є ні поганою, ні хорошою, вона дуже людяна та любляча, і просто обожнює своїх чотирьох синів. У той же час у неї дуже жорсткий характер, і непримиренна ворожнеча з сім'єю головного героя, точніше з його матір'ю Лоренсо (Марія Олена), через якісь події в минулому.
Діана не раз говорила, що їй дуже подобається працювати в Колумбії, тут створені чудові умови для акторів, але вона завжди сумує за родиною, особливо за дочкою, тому що її будинок все ж в Маямі. Доньку вона виховує строго, навіть не дозволяє їй дивитися фільми в яких знімалася, і якщо навіть Самікаі їх бачила, ця тема в будинку не обговорюється.
Так само вона завжди дуже рада пропозиціям попрацювати в рідному Перу, не раз натхненно розповідала про такі проекти, але поки не складається. Але вона дуже любить свою батьківщину і пишається нею, хоча там поки що й не ідеальні можливості, закони та умови для роботи актора. А в 2004 році навіть отримала премію як видатної громадянин Перу.
Останнім часом Діана проектує ювелірні прикраси, на офіційному сайті актриси представлено кілька підвісок, за її ескізами. А зараз планує запропонувати свої ескізи ювелірним магазинам.

## Фільмографія
| Рік  |   | Українська назва      | Оригінальна назва        | Роль                         |
| ---- | - | --------------------- | ------------------------ | ---------------------------- |
| 2022 | с | -                     | Rutas de la vida         | Vanesa                       |
| 2021 | с | -                     | Parientes a la fuerza    | Michelle Bonnet              |
| 2021 | с | -                     | Lo que la gente cuenta   | Margarita                    |
| 2021 | с | -                     | Un día para vivir        | Teresa                       |
| 2017 | с | -                     | La hija pródiga          | Matilde Salamanca            |
| 2015 | с | -                     | Nuestra historia         | Ivette                       |
| 2015 | с | -                     | De Millonario a Mendigo  | Diana del Carpio             |
| 2014 | с | Земля королів         | Tierra de reyes          | Beatriz Alcázar de la Fuente |
| 2013 | с | -                     | Dama y obrero            | Gina Pérez                   |
| 2013 | с | -                     | Niñas mal 2              | Maca                         |
| 2012 | с | -                     | Historias clasificadas   | -                            |
| 2012 | с | -                     | La prepago               | Lia Rochel                   |
| 2011 | с | Спадкоємці дель Монте | Los herederos del Monte  | Sofía Cañadas                |
| 2010 | с | -                     | Niñas mal                | Maca                         |
| 2009 | с | Історія Попелюшки     | Bella Calamidades        | Regina Viuda Galeano         |
| 2007 | с | Вікторія              | Victoria                 | Camila Matiz                 |
| 2007 | с | Без сорому            | Sin vergüenza            | Memé del Solar               |
| 2004 | с | Полонянка             | Prisionera               | Lucero "Lulú" de Ríobueno    |
| 2002 | с | Дика кішка            | Gata salvaje             | Sonia                        |
| 2001 | с | Секрет любові         | Secreto de amor          | Isolda García                |
| 2000 | с | Реванш                | La revancha              | Lucía Arciniegas             |
| 1995 | с | -                     | Al son del amor          | Jenny                        |
| 1995 | с | -                     | Morelia                  | Alexa Ramírez "La Gata"      |
| 1993 | с | Гваделупе             | Guadalupe                | drogadicta                   |
| 1991 | с | -                     | Mala mujer               | Silvia Rivasplata            |
| 1989 | с | -                     | El hombre que debe morir | Esther Keller                |
| 1985 | с | -                     | No hay por qué llorar    | secretaria                   |
| 1983 | с | -                     | Gamboa                   | detective                    |
| 1981 | с | -                     | El cielo es el límite    | Modelo                       |